# Conector NEMA

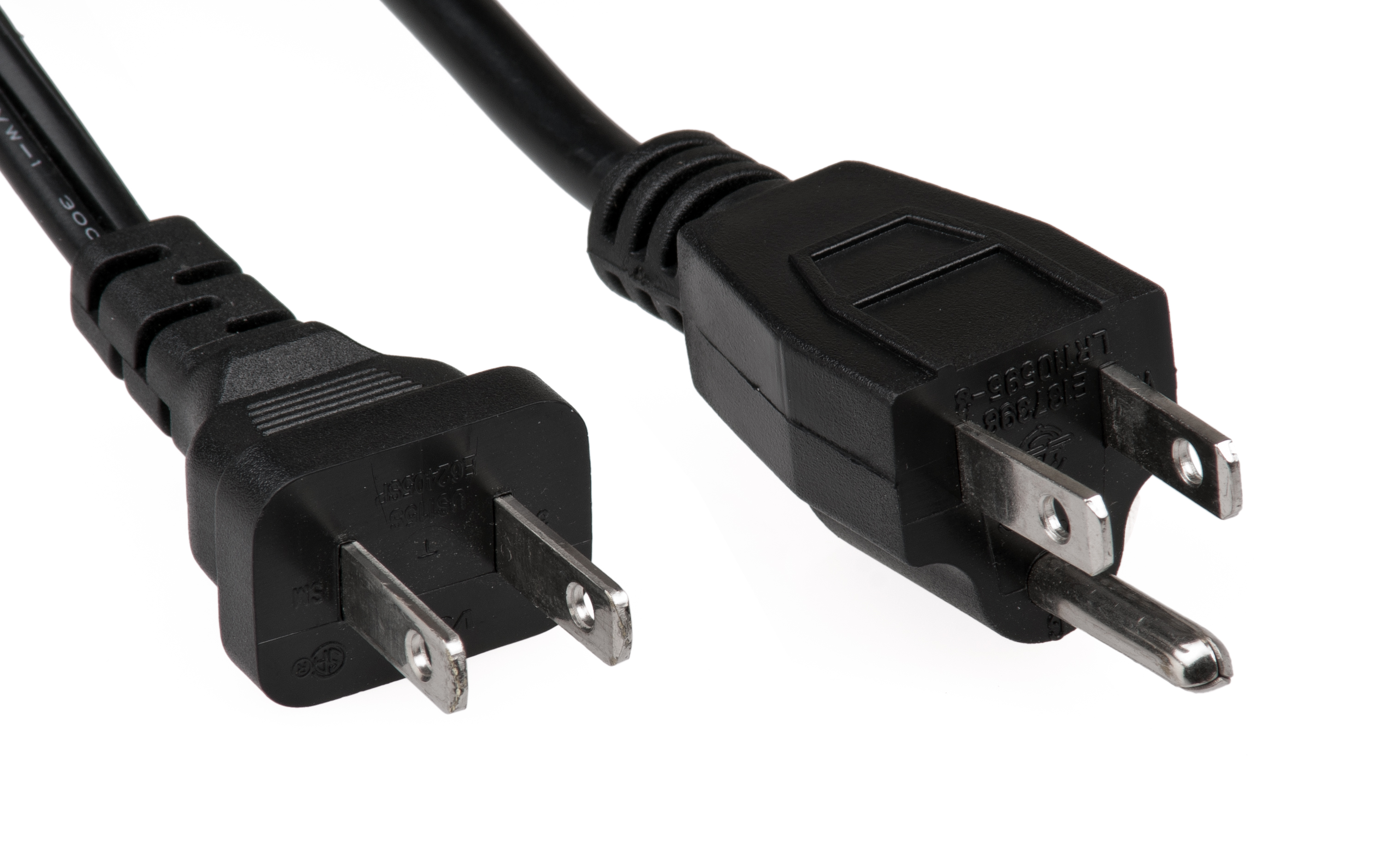
Enchufes NEMA

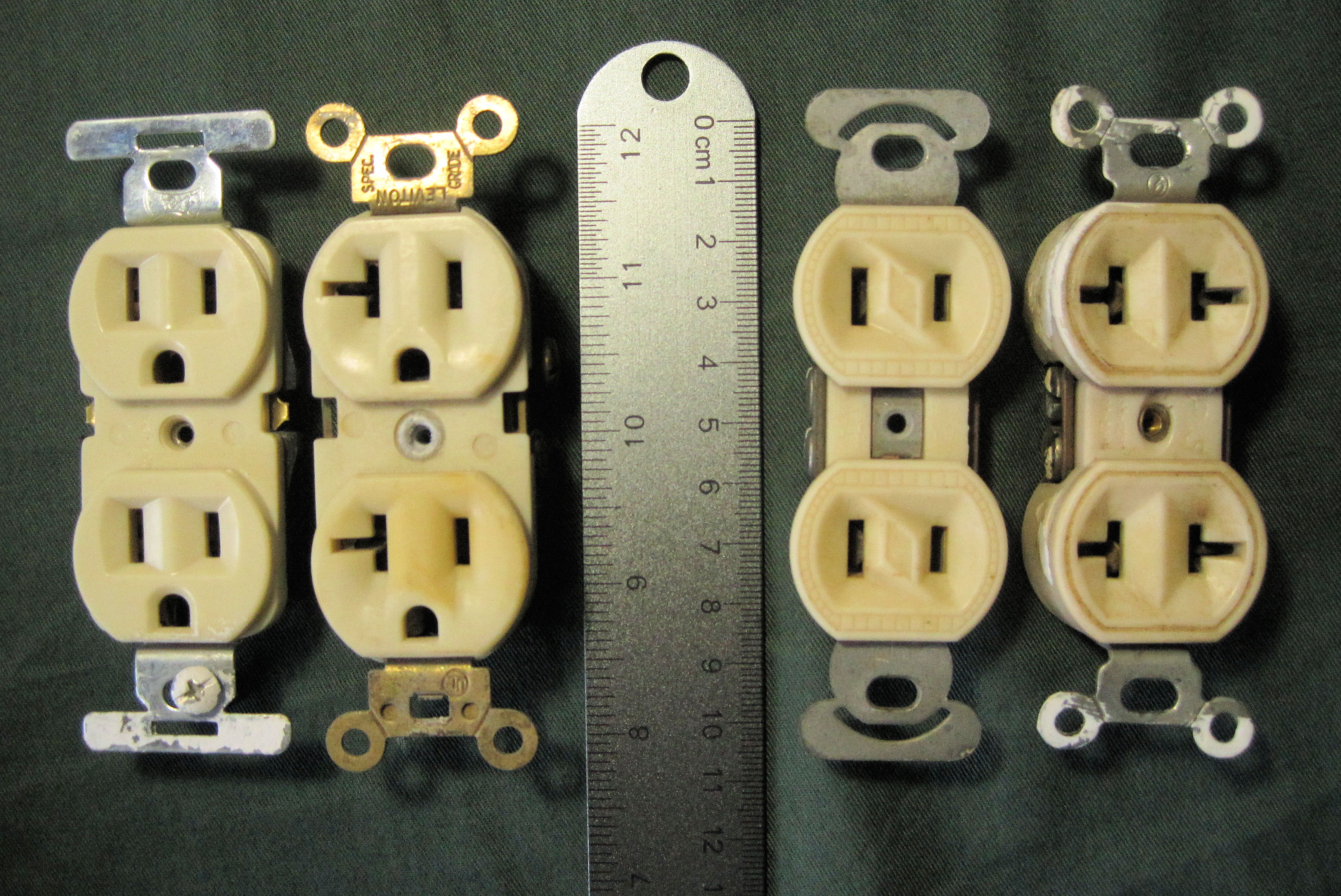
Tomas NEMA.

Conectores NEMA son conectores de corriente alterna utilizados en América del Norte y otros países que usan los estándares creados por la agencia estadounidense National Electrical Manufacturers Association.
En general estos conectores son utilizados en los Estados Unidos, y en México, Canadá y Japón.